# María Juana Ontañón
María Juana Ontañón Sánchez-Arbós (San Cristóbal de la Laguna, 1920-Madrid, 2002) fue una arquitecta española pionera. Fue la cuarta mujer en titularse como arquitecta en el país.

## Primeros años
Fue hija de la pedagoga María Sánchez Arbós y del profesor Manuel Ontañón. Se formó en la Institución Libre de Enseñanza en Madrid, en la que ejercía su madre como profesora. Inició sus estudios universitarios en los años inmediatamente posteriores a la guerra civil española, no siendo hasta 1943 cuando ingresó en la Escuela Técnica Superior de Arquitectura. Obtuvo su título en 1949, formando así parte del reducido grupo de mujeres que estudiaron arquitectura en España con anterioridad a los años 60, siendo tan sólo precedida por Matilde Ucelay, Cristina Gonzalo Pintor y Rita Fernández-Queimadelos.

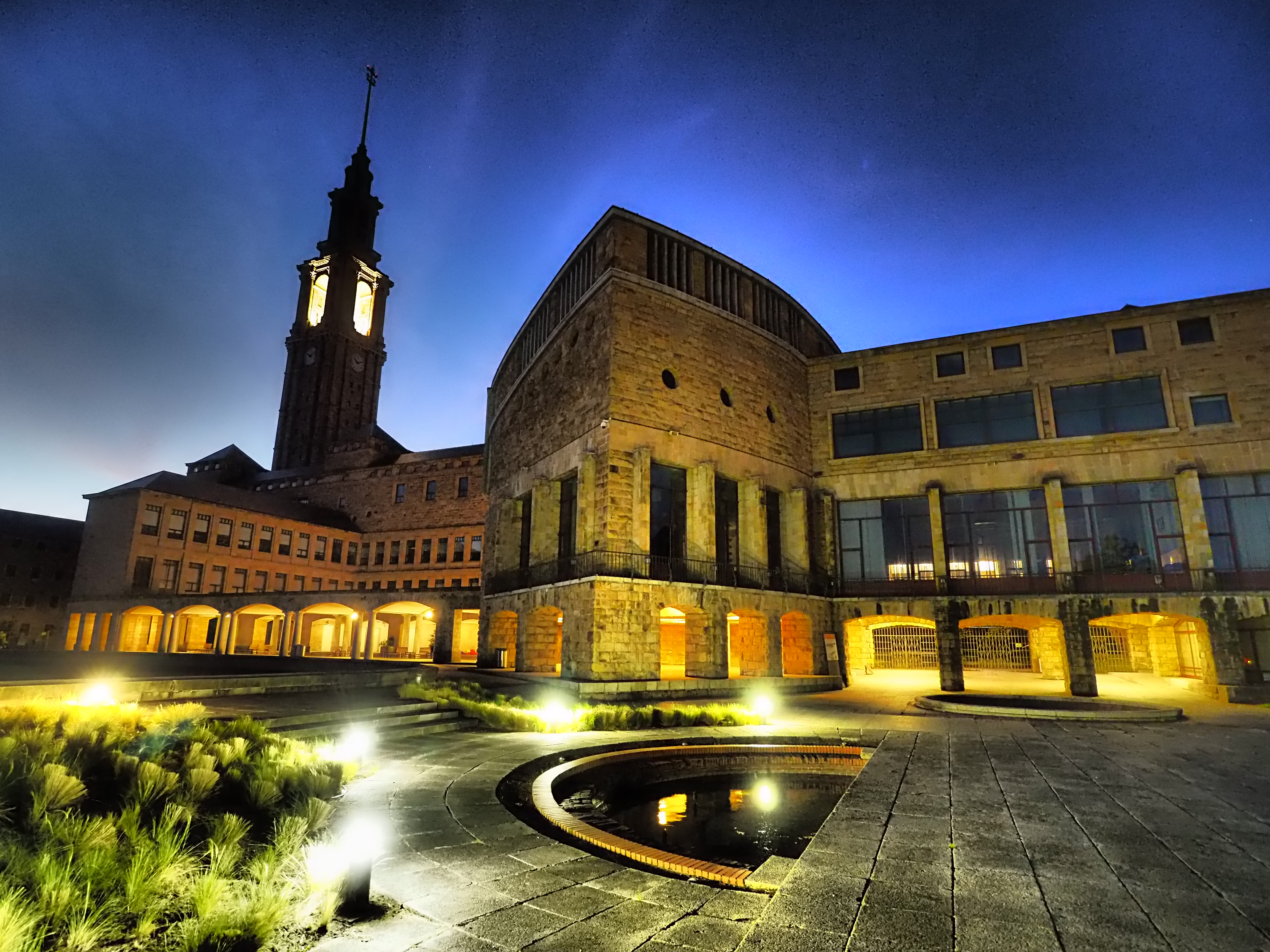
Luis Moya, María Juana Ontañón y Manuel López Mateos, Paraninfo de la Universidad Laboral de Gijón

## Desempeño profesional
Ontañón ejerció la profesión de manera muy activa y desde bien joven, realizando a lo largo de su carrera más de doscientos proyectos, la inmensa mayoría junto a su marido, el también arquitecto Manuel López-Mateos, con quien compartió vida y profesión. Ambos colaboraron en el proyecto de la Universidad Laboral de Gijón, participaron en el Plan General de San Sebastián y en el Plan Bidagor de Madrid, además de proyectar numerosos edificios de viviendas y turísticos en la costa del Levante español.
Bajo la supervisión de Luis Moya, se atribuye a Juana Ontañón y Manuel López-Mateos la autoría del Paraninfo de la Universidad Laboral de Gijón, gran complejo educativo construido entre 1946 y 1956. El volumen del Paraninfo, si bien integrado por su escala y uso de materiales, destaca del conjunto por su modernidad y libertad proyectual, en claro contraste con la línea historicista que domina el resto del edificio. La envolvente en forma de proa alberga en su interior una sala escalonada orientada hacia un estrado.
Además, durante los años 60 y 70, la arquitecta colaboró en diversos proyectos de vivienda social en Madrid, promovidos por entidades dependientes del Instituto Nacional de Vivienda como la Organización de Poblados Dirigidos o la Obra Sindical del Hogar. Es el caso del Barrio de San Cristóbal de los Ángeles (1958-1967), en cuyo proyecto trabajó un amplio equipo entre los que estaban López-Mateos, Eugenio Casar o Julián Peña. O también la Unidad Vecinal de Absorción de Albergues de Pan Bendito (1963), proyecto de edificación provisional para acoger población obrera en el área de Carabanchel en el que trabajó bajo la dirección de Vázquez de Castro. En esta intervención, concebida como una pequeña ciudad con todo tipo de servicios (centro sanitario, capilla, guardería, etc.), coincidió con la también arquitecta pionera Cruz López Müller.
A estos proyectos se suman muchas otras obras, principalmente de carácter residencial -tanto colectivo como viviendas unifamiliares-, sobre todo en el área de Madrid, pero también algún equipamiento como la Escuela de Formación de Profesorado de EGB en la calle Ronda de Toledo (1978), o diversos establecimientos hoteleros en la costa levantina, como el Hotel Residencia Playa del Duque de Gandía (1969) o el Hotel Koral, en Oropesa del Mar-Castellón (1971).
Las fuentes bibliográficas retratan a la María Juana Ontañón como una persona creativa, radical, tenaz y optimista. Destacan su habilidad para la fotografía y el dibujo, así como su gusto por el deporte. Respecto a esto último, cabe destacar que en 1977 funda, junto a López Mateos, la revista Arquirugby, vinculada al equipo de “Arquitectura Rugby” de la Escuela de Arquitectura de Madrid, del cual fue nombrada presidenta de honor.

## Reconocimientos
La arquitecta ha sido reconocida con el nombre de una calle en Córdoba (Andalucía).